# قصر التيه

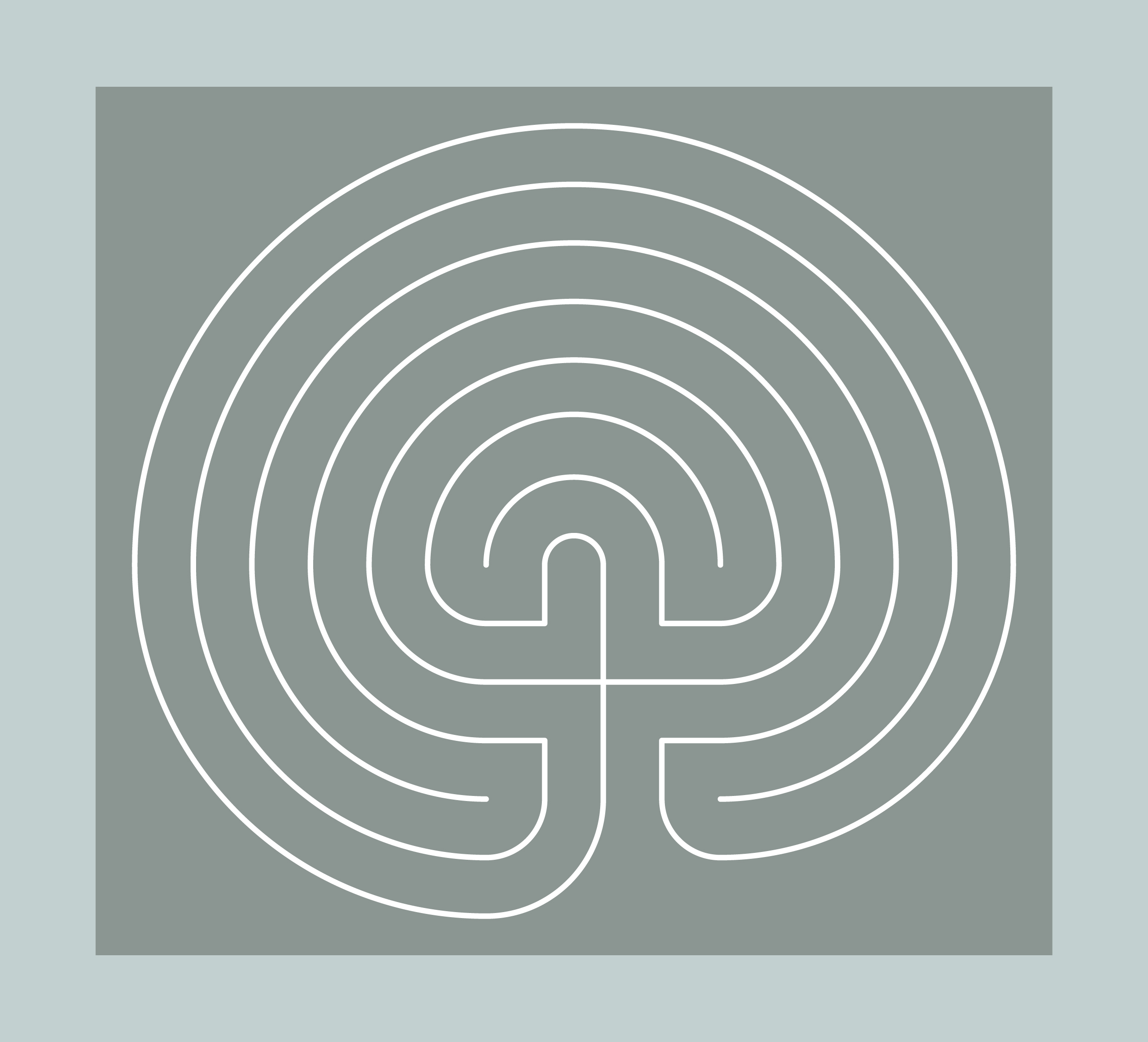
متاهة تقليدية.

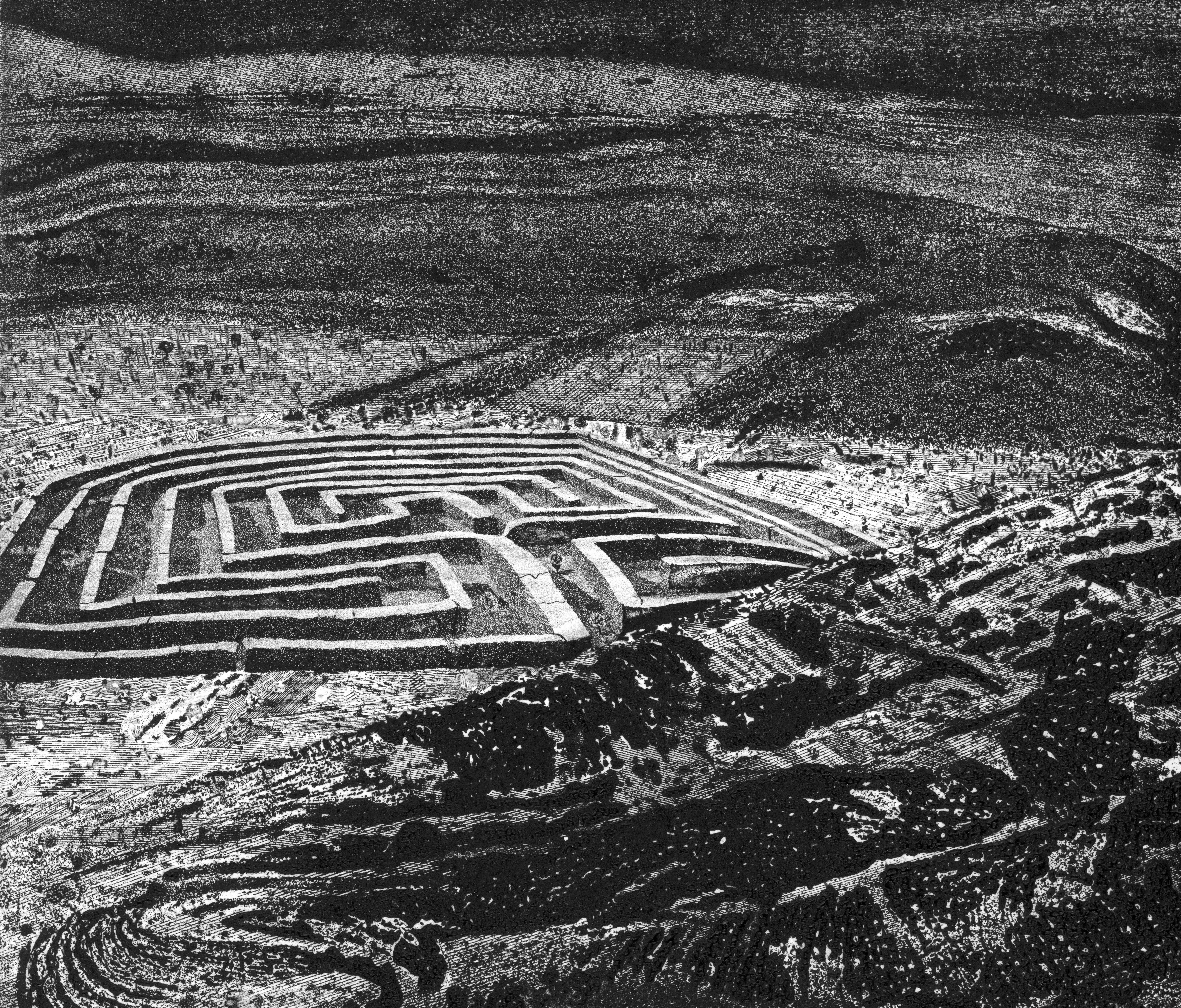
متاهة تقليدية.

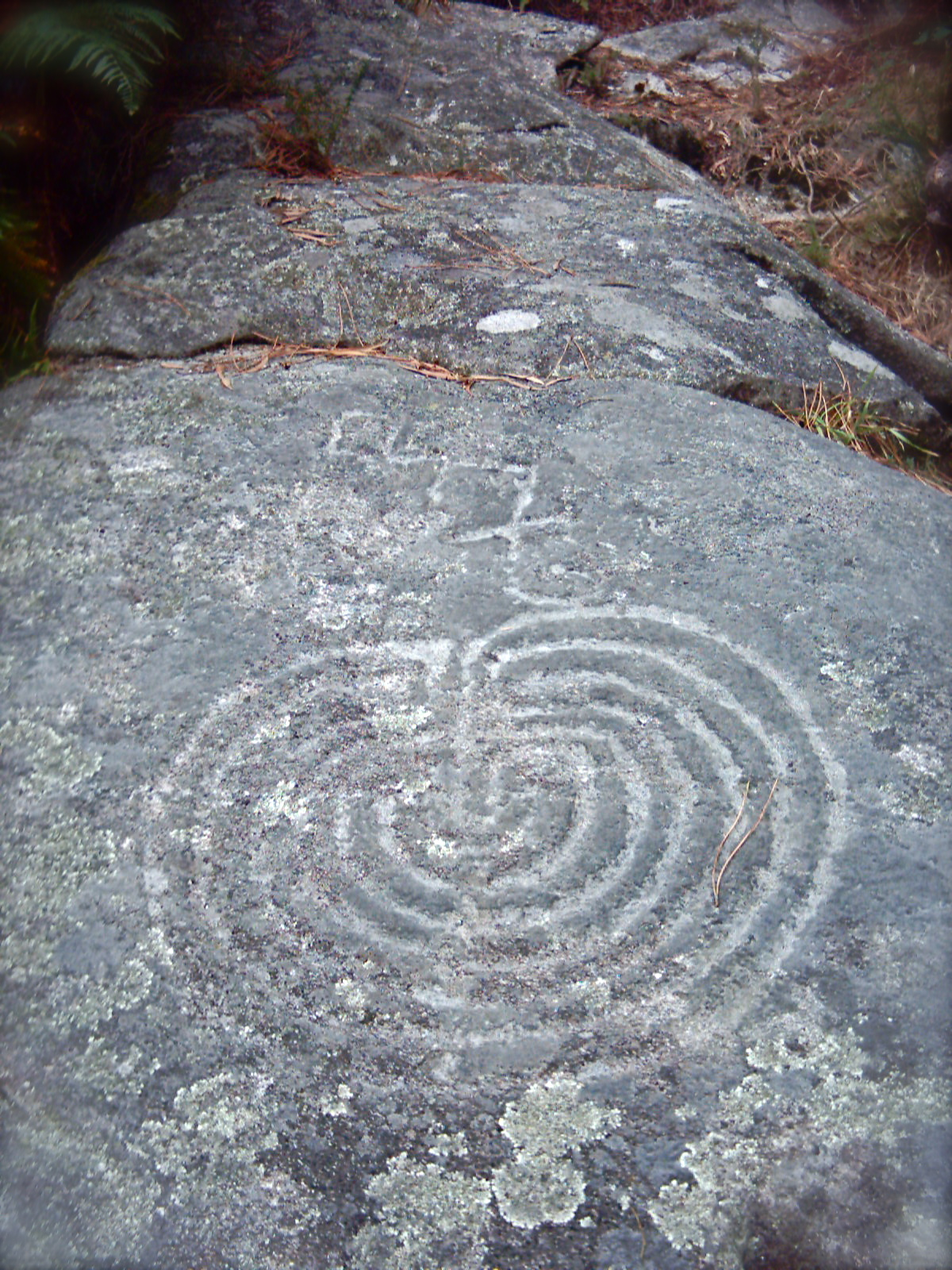
متاهة من العصر البرونزي. ميس في جليقية.

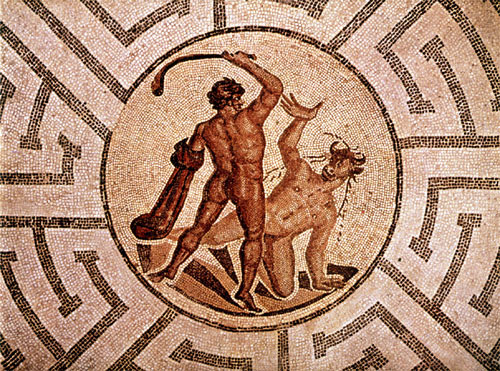
فسيفساء رومانية تظهر ثيسيوس مع المينوتور. راشيا بسويسرا.

قصر التيه أو المتاهة أو البَربَى (جمع: برابي) (لغة يونانية λαβύρινθος labyrinthos، (بالإنجليزية: Labyrinth)) الأرض التي يتوه فيها السالك ولايكاد يعرف فيها طريقا. ويراد بها في الأساطير مبنى التّيه ذو الممرات الفرعية المعقدة الذي بناه ديدالوس للملك مينوس ملك كريت، حسب الأسطورة الإغريقية، وأراد مينوس أن يجعل منها سجنًا للوحش الذي يسمى المينطور. إذ كان يضحَّى بسبعة من شباب أثينا، وسبع عذارى لهذا الوحش كل سنة.
ذهب ثيسيوس ابن الملك الأثيني إلى تلك المتاهة وقتل المينوتور، وتمكَّن من شق طريقه إلى الخارج خلال الممرات الفرعية الملتوية. وكانت أريادني ابنة مينوس قد أعطت ثيسيوس كرة من الخيوط، لينشرها في طريقه إلى الداخل، ثم يتعقب هذه الخيوط ويسير باتجاهها عند هَرَبه.
وقد اكتشف علماء الآثار قصرًا ربما كان هو مكان المتاهة الكريتية. إذ تم اكتشافه في المدينة الكريتية كنوسوس ويحتوي المكان على ممرات وطرق فرعية عديدة ويشبه المتاهة الأسطورية. وعثر على فؤوس كثيرة ذات رؤوس مزدوجة في القصر. ويعتقد معظم العلماء أن كلمة متاهة كانت تعني في الإغريقية الفأس ذات الرأس المزدوج. وأصبحت تعني المكان الذي يحتوي على طرق وممرات عديدة معقدة. كما عثر علماء الآثار على بقايا متاهة كبيرة أخرى في مصر.

## الاسم
البَربَى وتُكتب البربا هي كلمة قبطية معناها معبد أو هيكل وهو بناء متعرج المداخل بحيث لا يستطيع أحد أن يخرج منه إذا دخله بدون دليل.

## قصور التيه القديمة
يذكر پلني الأكبر في كتابه التاريخ الطبيعي أربع قصور تيه قديمة: قصر التيه الكريتي، قصر التيه المصري، قصر التيه اللمني وقصر التيه الإيطالي. وفي القرن التاسع عشر، تم اكتشاف بقايا قصر التيه على بعد «11 1/2 ميل من هرم الهوارة في محافظة الفيوم.». توجد أبنية تحتوي على شبكة من الممرات والطرق الفرعية التي لا نهاية لها في بعض حدائق الترويح، وتسمَّى المتاهة، وتُستخدم لاختبار المهارة في حل المعضلة. إذ إن كثيرًا من الألعاب والتمارين المسلية تقوم أساسًا على فكرة المتاهة، وتستخدم أيضًا في التجارب لاختبار ردود الفعل عند الحيوانات.

## وصلات خارجية
- Labyrinthos maintained by Jeff Saward
- The Labyrinth Society
- Through Mazes to Mathematics Exposition by Tony Phillips, SUNY
- Maze classification Extensive classification of labyrinths and algorithms to solve them.
- IRRGARTENWELT.DE Lars O. Heintel's collection of handdrawn labyrinths and mazes
- Labyrinthe in Deutschland Website (in German) with diagrams and photos of virtually all the public labyrinths in Germany.
- Mystery Labyrinth German website (in German and English) with descriptions, animations, links, and especially photos of (mostly European) labyrinths.
- British turf labyrinths by Marilyn Clark. Photos and descriptions of the surviving historical turf mazes in Britain.
- Jo Edkins's Maze Page An early website providing a clear overview of the territory and suggestions for further study.
- "Die Kretische Labyrinth-Höhle" by Thomas M. Waldmann, rev. 2009 (in German, English, French, and Greek). Description of a labyrinthine artificial cave system near Gortyn, Crete, widely considered (before the discovery of Knossos) the original labyrinth on Crete. (Presentation somewhat amateurish – including <blink> tags – but many detailed photos.)
- SpiralZoom.com an educational website about the science of pattern formation, spirals in nature, and spirals in the mythic imagination & labyrinths.
- Guerrilla Labyrinths Light-weight site by David Brazzeal, who creates "occasional" labyrinths.
- The Geometry of History A short overview by Tessa Morrison, U. of Newcastle, Australia.
- Labyrinth- A Sacred Walk The Ursulines Sisters construct a Labyrinth - Canfield, Oh